# Oeneis tschiliensis
Oeneis tschiliensis är en fjärilsart som beskrevs av Bang-haas 1933. Oeneis tschiliensis ingår i släktet Oeneis och familjen praktfjärilar. Inga underarter finns listade i Catalogue of Life.